# روتیلیوس کلودیوس ناماتیانوس
روتیلیوس کلودیوس ناماتیانوس (انگلیسی: Rutilius Claudius Namatianus; ۱ ژانویهٔ ۰۴۰۰ – ۱ ژانویهٔ ۰۵۰۰) شاعر، سیاستمدار، و نویسنده اهل روم باستان بود.